# Haliciana Schola Cantorum
Haliciana Schola Cantorum (Галіціа́на Ско́ла Канто́рум) — українсько-швейцарська мистецька асоціація, яка має на меті будувати культурні мости між Західною та Східною Європою на основі різноформатних освітніх та перформативних мистецьких проєктів. Особливий фокус її діяльності належить історично інформованому виконавству.

## Історія
HSC була заснована у 2015 році в місті Базель (Швейцарія) як неприбуткова громадська організація за взірцем європейських освітньо-дослідницьких інституцій, зокрема Schola Cantorum Basiliensis. З 2016 року асоціація розпочала діяльність в Україні. Мистецьким керівником HSC є скрипаль і органіст Іван Духнич.

## Діяльність
Основні напрямки діяльності HSC:
- Дослідження і промоція історично інформованого виконавства серед музикантів-професіоналів та студентів музичних ВНЗ у Східній Європі (з фокусом на Галичині)
- Організація наукових конференцій, симпозіумів, дослідницьких акцій та проєктів щодо збереження пам'яток культури;
- Просвітницька діяльність і розвиток культури слухання класичної музики серед широкої публіки;
- Різноформатні соціальні та благодійні проєкти, а також заходи для дітей, де музика має едукаційну функцію та фасилітує культурні ініціативи.

## Проєкти
Одним із наймасштабніших проєктів HSC став міжнародний симпозіум «Ex umbra in solem» ("З тіні до світла"), проведений 3-5 листопада 2017 року у Львові. Цей захід мав на меті об'єднати музикознавців зі Сходу й Заходу та заохотити обговорення втрачених, заново віднайдених чи по-новому оцінених музичних творів. Основним акцентом конференції були дослідження у сфері віднайдення, реконструкції та зберігання музичних пам'яток. У симпозіумі взяли участь понад 40 дослідників зі Сходу й Заходу (Україна, Польща, Німеччина, Австрія, Англія, Італія, Австралія, США та ін.). Почесним гостем та ключовим доповідачем був професор Крістоф Вольф. Серед важливих результатів симпозіуму — початок співпраці HSC з RISM (Міжнародний покажчик музичних джерел) із метою внести до глобальної онлайн-системи музичні пам'ятки з українських архівів, а також відкриття бібліотеки Вольфа в Центрі Шептицького Українського католицького університету.
У 2018 році HSC провела презентацію українського перекладу автобіографічного роману Альберта Бехтольда "Петро Йванович". Бехтольд — швейцарський діалектний письменник, що в 1913-1918 рр. жив і працював у Російській імперії (зокрема й на території теперішньої України). Його роман, у якому знайшли відображення східноєвропейські досвіди автора, переклали українською Олена Холодова та Сергій Саржевський. Презентація книги за участі перекладачів відбулася у Львові в рамках Форуму Видавців у Дзеркальній залі Львівського оперного театру. Подія була організована в співпраці з Посольством Швейцарії в Україні.
У 2019 році в межах циклу заходів «Francophonie», присвячених французькій мові та культурі, HSC організувала подію «Поезія музики» за підтримки Посольства Швейцарії в Києві. У межах події прозвучала французька музика у виконанні органістки Аврори Бааль та франкомовна поезія у виконанні сценічного читця Емманюеля Плентеля. У межах проєкту відбулися концерти у Львові, Харкові та Чернівцях, а також майстер-клас у Національній музичній академії.